# 岡崎森林組合

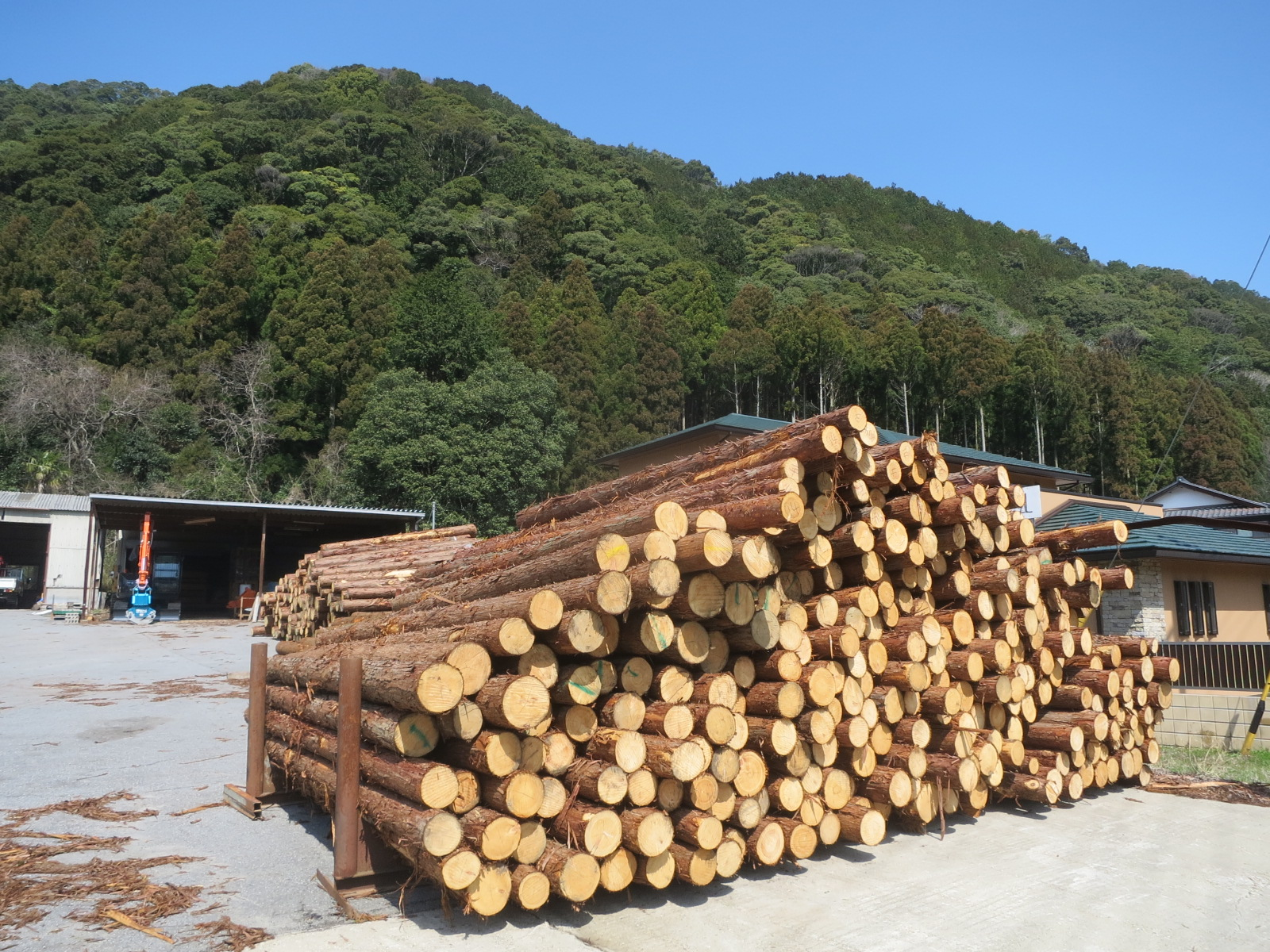
事務所敷地内の木材

岡崎森林組合（おかざきしんりんくみあい）は、愛知県岡崎市明見町に事務所を置く日本の森林組合。岡崎市の森林地域23,325ヘクタール（同市の総面積の約60%）を管轄する。

## 沿革

### 前史
現在、面積の90％以上を森林が占める旧額田町宮崎地区であるが、明治中期まではいたるところはげ山であった。毎年早春、牛馬の飼料や肥料をとるために村中総出で山焼きを行ってきたためであった。山焼きは周囲の私有林にまで燃え移ることが多く、そのため私有林の多くも雑木林になっていた。
1889年（明治22年）に宮崎村初代村長となった山本源吉は村の発展はひとえに植林によるものと考え、1895年（明治28年）に山焼きの廃止を実現。また同年、将来50年間にわたり毎年7万本以上のスギ・ヒノキを植えることや、1000本以上を植林すれば10円を補助することなどを定めた「宮崎村共有林保護規則」を策定した。その後9年間で36万本が植林されたという。
1910年（明治43年）、山本は愛知県の指導の下、村有林での30年以上にわたる植林や防火線設置計画などを定めた「宮崎村有林事業計画書」を発行した。同計画書は名古屋市で開かれた博覧会「第10回関西府県連合共進会」で一等賞に輝き、山本の実績は広く知られるところとなった。

### 河原土工森林組合を設立
1921年（大正10年）、旧河原村地域において、山本源吉を中心に75名でもって「河原土工森林組合」が設立される。
1934年（昭和9年）に宮崎地区で「中部土工森林組合」が設立され、1941年（昭和16年）には河原と中部が合併し「宮崎村森林組合（のちに宮崎森林組合）」となった。1962年（昭和37年）、旧形埜村と旧下山村ではそれぞれの組合が合併し「額田北部森林組合」となった。
1975年（昭和50年）3月15日、上記「宮崎」「額田北部」と「豊富森林組合」の三つの組合が合併してついに「額田町森林組合」が誕生した。1956年（昭和31年）9月30日の4村合併以来19年間も森林組合の統一が果たされなかったのは、組合間の規模の差と体質の差があったからと言われている。組合員所有の森林面積はほぼ同じであったが、活動内容においては宮崎と他の2組合との間に大きな差があった。合併前年の出資金額は宮崎3,312万9000円に対し、額田北部250万円、豊富137万6000円であった。また、宮崎は独自の製材工場を持ち10名の常勤職員と作業班を組織して活動していたが、他の2組合は職員2名で植林用種苗斡旋や造林補助金の申請事務が主な仕事であった。資産の面でも宮崎の2千数百万円に対し、額田北部と豊富はそれぞれ100万円ほどであった。
同年6月、森林組合の合併に伴って町ごとの林業クラブも一つになり、額田林業クラブが設立された。林業を基幹産業として順調に発展していくが、1964年（昭和39年）に木材の輸入が全面自由化されて以降、とりわけ宮崎地区は収入が激減した。
なお額田林業クラブは2017年（平成29年）2月27日、平成28度全国林業グループコンクールにおいて林野庁長官賞を受賞している。

### 額田町と岡崎市が合併
2006年（平成18年）1月1日、岡崎市は額田町を編入。これを受けて「額田町森林組合」と「岡崎市森林組合」の両組合は、2008年（平成20年）6月6日に合併予備契約を結んだ。この予備契約において、組合員1,228名を擁する岡崎市森林組合は解散し、組合員1,526名の額田町森林組合に吸収合併されることが確認された。事務所は明見町の額田町森林組合に置き、新理事13名のうち6割程度は額田から選出されることも定められた。同年10月1日、「岡崎森林組合」が発足。
初代代表理事組合長には額田町森林組合長の平松繁が就任した。組合員は3,401名。管理する23,325ヘクタールの森林のうち、組合員の所有は16,803ヘクタール。出資額1億4,221万1,000円でスタートした。
2011年（平成23年）6月、岡崎市の元助役の眞木宏哉が代表理事組合長に就任した。

## 管轄区域の概要
2006年（平成18年）1月1日の額田町との合併により、岡崎市の総面積38,724ヘクタールに対し総森林面積は23,325ヘクタールとなった。森林面積は市域の約60%を占める。その内訳は国有林が405ヘクタール、民有林が22,920ヘクタールである。
矢作川流域の一帯は明治から昭和初期にかけて多くがはげ山であった。しかし戦後、特に額田地区の本宮山周辺や宮崎地区で植林が進み、林業が盛んに行われてきた。2015年（平成27年）時点の人工林率は58.5％である。
人工林の内訳は、スギが2,323ヘクタール、ヒノキが8,394ヘクタール、マツ類が2,640ヘクタールである。ヒノキの植林地が多いことが特徴として挙げられる。
2015年（平成27年）、森林再生と地域振興を目指す「木の駅プロジェクト」が岡崎市でも開始されることとなった。同年5月15日、「額田木の駅プロジェクト」の開駅式が同市桜形町で開かれた。同プロジェクトは全国約70ヶ所で実施されており、初年度の出荷量は100トンに満たない所が多いが、額田地区においてはその初年度、840トンを出荷した。